# Olympos (Lykien)

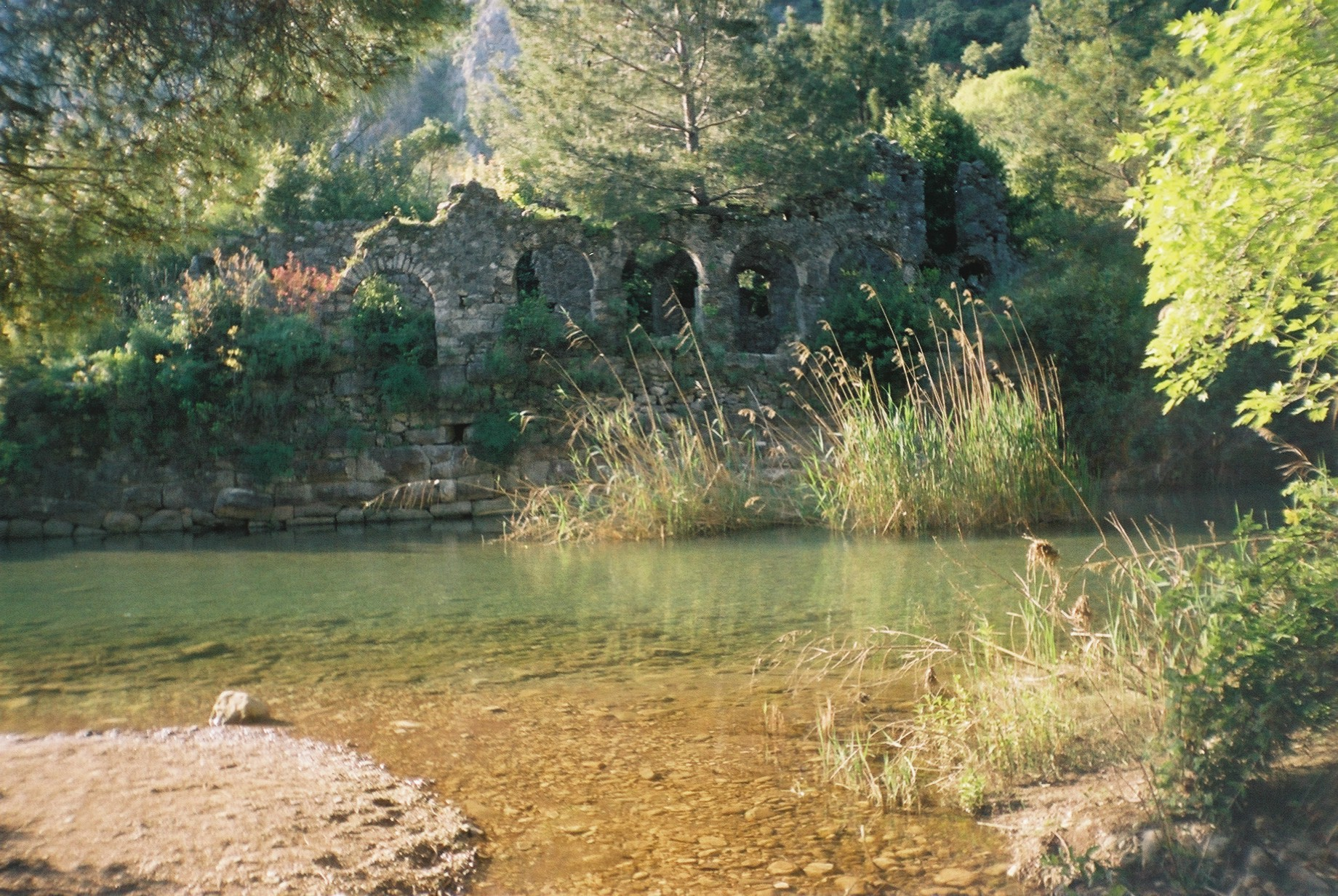
Romerskt bad i Olympos.

Olympos var en antik stad i östra Lykien vid nuvarande Turkiets sydvästra medelhavskust. Det var en av de sex viktigaste städerna i det lykiska förbundet som ägde bestånd från 167 f.Kr. till 43 e.Kr.
Staden är först omnämnd på 100-talet f.Kr., och besattes senare av sjörövarhövdingen Zeniketes, som besegrades av romarna under Servilius Isauricus år 78 f.Kr. Som en följd av dess status som sjörövarfäste uteslöts Olympos därefter ur det lykiska förbundet, men tilläts senare att åter gå med i förbundet. Omkring år 300 e.Kr. var Methodios biskop i staden, som kyrkligt var underställd Myra.
Olympos var ursprungligen inte en lykisk stad, och inga inskrifter på lykiska har återfunnits i staden. Ej heller finns det några karakteristiska lykiska gravmonument på platsen. Bland de övervuxna ruiner som står kvar i dag återfinns resterna av en teater och ett tempel samt en nekropol. I närheten av staden ligger berget Olympos (även kallat Foinikos), som under antiken ofta gav ifrån sig stora utbrott av eld. På platsen, som kallades Chimera, fanns en helgedom tillägnad Hefaistos, av vilken mycket lite återstår i dag.